# Robert Ainsworth
Pour les articles homonymes, voir Ainsworth.
Robert Ainsworth (1660-1743) est un grammairien anglais.
Né à Eccles, près de Manchester, il dirige avec succès plusieurs écoles de Londres, et compose des ouvrages classiques qui ont une grande vogue, dont le plus connu est son Dictionary of the Latin Tongue (1736).
Il se livra avec ardeur à l'étude des antiquités.

### Articles conenxes
- Alexander Adam